# Партизанско спомен-гробље на Доварју у Ужицу
Партизанско спомен-гробље на Доварју се налази у оквиру гробља Доварје у Ужицу.
Спомен-гробље је изграђено 1958. године на врху Доварја, на месту где је 2. октобра 1941. године, за време Ужичке републике, извршена сахрана погинулих партизанских бораца страдалих на Дрежничкој градини, 18. августа 1941. године.
Спомен-костурница је изграђена по пројекту архитекте Ружице Илић, а свечано је откривена поводом Дана устанка народа Србије, 7. јула 1958. године.
Овде су сахрањени изгинули и стрељани борци и родољуби из Ужица и околних места, који су страдали у периоду од 1941. до 1945. године. Овде се налазе посмртни остаци 230 бораца и родољуба, од чега су на гранитној спомен-плочи изнад костурнице уписана имена 176 сахрањених, с назнаком да се ту налазе и посмртни остаци 54 непозната борца. Међу сахрањенима се налази и известан број бораца страдалих у бици на Кадињачи.
Овде су сахрањени и посмртни остаци неколико народних хероја — Милана Мијалковића, Желимира Ђурића, Богдана Капелана, Алексе Дејовића и Наде Матић.

## Споменик Душану Јерковићу и Вуколи Дабићу
У подножју гробља Доварје налази се архитектонско-скулптурална композиција на месту где су децембра 1941. године Немци спалили посмртне остатке партизанских команданата, страдалих на Кадињачи — Душана Јерковића, команданта Ужичког партизанског одреда и Вуколе Дабића, командната Радничког батаљона.
Ова архитектонско-скулптурална композиција откривена је на годишњицу ослобођења Ужица, 24. септембра 1968. године, а њени аутори су архитекта Угљеша Богуновић и вајарака Милица Рибникар-Богуновић.
На бакарној плочи се налази запис песника Славка Вукосављевића:
| „ | Децембра 1941. на овом месту немачки окупатори су спалили тела погинулих револуционара Вуколе Дабића, радника, команданта партизанског Ужица и Душана Јерковића, учитеља, команданта Ужичког партизанског одреда. Али ломачком се не уништи пламен. | ” |